# 1. deild islandzka w piłce nożnej (1998)
Sezon 1998 był 44. sezonem drugiego poziomu ligowego piłki nożnej na Islandii, drugim po zmianie nazwy na 1. deild. Pierwsze miejsce zajął zespół Breiðablik, zdobywając trzydzieści dziewięć punktów w osiemnastu meczach. Po sezonie awansowały zespoły Breiðablik i Víkingur Reykjavík, spadły natomiast Þór Akureyri oraz HK.

## Drużyny
Po sezonie 1997 z ligi awansowały zespoły Þróttur Reykjavík i ÍR, spadły zaś Dalvík oraz Reynir. Ich miejsce zajęły spadające z Úrvalsdeild Skallagrímur i Stjarnan oraz awansujące z 2. deild HK i KVA.
| Uczestnicy poprzedniej edycji                                                                                 | Uczestnicy poprzedniej edycji | Uczestnicy poprzedniej edycji | Uczestnicy poprzedniej edycji |
| --- | ----------------------------- | ----------------------------- | ----------------------------- |
| FH | FH                            | 3                             |                               |
| BRE | Breiðablik                    | 4                             |                               |
| ÞÓR | Þór Akureyri                  | 5                             |                               |
| FYL | Fylkir                        | 6                             |                               |
| KA | KA Akureyri                   | 7                             |                               |
| VÍR | Víkingur Reykjavík            | 8                             |                               |
| Spadek z Úrvalsdeild                                                                                          |                               |                               |                               |
| SKA | Skallagrímur                  | 9                             |                               |
| STJ | Stjarnan                      | 10                            |                               |
| Awans z 2. deild                                                                                              |                               |                               |                               |
| HKÓ | HK                            | 1                             |                               |
| KVA | KVA                           | 2                             |                               |
| Oznaczenia: - kolumna pierwsza – skróty nazw drużyn, - kolumna trzecia – miejsce zajęte w poprzednim sezonie. |                               |                               |                               |

## Tabela
| Lp. | Drużyna                | M  | Z  | R | P  | Bramki | Bramki | Różn. | Pkt | Uwagi                |
| --- | ---------------------- | -- | -- | - | -- | ------ | ------ | ----- | --- | -------------------- |
| 1   | Breiðablik (A)         | 18 | 13 | 0 | 5  | 44     | 14     | +30   | 39  | Awans do Úrvalsdeild |
| 2   | Víkingur Reykjavík (A) | 18 | 10 | 4 | 4  | 30     | 18     | +12   | 34  | Awans do Úrvalsdeild |
| 3   | FH                     | 18 | 10 | 3 | 5  | 30     | 15     | +15   | 33  |                      |
| 4   | Fylkir                 | 18 | 9  | 5 | 4  | 31     | 23     | +8    | 32  |                      |
| 5   | Skallagrímur           | 18 | 7  | 5 | 6  | 37     | 36     | +1    | 26  |                      |
| 6   | Stjarnan               | 18 | 7  | 5 | 6  | 18     | 18     | 0     | 26  |                      |
| 7   | KA Akureyri            | 18 | 7  | 4 | 7  | 24     | 28     | −4    | 25  |                      |
| 8   | KVA                    | 18 | 7  | 3 | 8  | 32     | 31     | +1    | 24  |                      |
| 9   | Þór Akureyri (S)       | 18 | 2  | 2 | 14 | 19     | 43     | −24   | 8   | Spadek do 2. deild   |
| 10  | HK (S)                 | 18 | 2  | 1 | 15 | 19     | 58     | −39   | 7   | Spadek do 2. deild   |

## Najlepsi strzelcy
| Bramki | Strzelcy              | Drużyna            |
| ------ | --------------------- | ------------------ |
| 14     | Atli Kristjánsson     | Breiðablik         |
| 11     | Valdimar Sigurðsson   | Skallagrímur       |
| 10     | Hjörtur Hjartarson    | Skallagrímur       |
| 10     | Hörður Magnússon      | FH                 |
| 10     | Höskuldur Þórhallsson | KA Akureyri        |
| 9      | Bjarki Pétursson      | Breiðablik         |
| 9      | Sumarliði Árnason     | Víkingur Reykjavík |
| 8      | 1 zawodnik            | 1 zawodnik         |
| 5      | 6 zawodników          | 6 zawodników       |